# Rastoropnyj (1903)
Rastoropnyj (ros. Расторопный) – rosyjski niszczyciel z początku XX wieku, jedna z 27 jednostek typu Sokoł.
Wyporność okrętu wynosiła około 250 ton, a jego główne uzbrojenie stanowiło pojedyncze działo kalibru 75 mm wsparte lżejszą artylerią oraz bronią torpedową. Napędzana maszynami parowymi jednostka rozwijała prędkość 27 węzłów, osiągając zasięg 450–660 Mm przy prędkości 13 węzłów.
Okręt pierwotnie miał nosić nazwę „Diatieł” (Дятел). „Rastoropnyj” został zwodowany w 1903 roku w Port Artur, a do służby w Marynarce Wojennej Imperium Rosyjskiego został wcielony w  listopadzie tego roku, wchodząc w skład Eskadry Oceanu Spokojnego. Brał udział w obronie Port Artur podczas wojny rosyjsko-japońskiej. Został samozatopiony w listopadzie 1904 roku w chińskim porcie Czyfu, by uniknąć przejęcia przez Japończyków.

## Projekt i budowa
„Rastoropnyj” był jednym z 27 niszczycieli typu Sokoł, spośród których 26 wykonanych zostało przez rosyjski przemysł okrętowy na wzór zbudowanego w Wielkiej Brytanii w 1895 roku „Sokoła”. Okręt prototypowy „Sokoł” był jednym z pierwszych i najnowocześniejszych niszczycieli na świecie, lecz na skutek szybkiego rozwoju tej klasy okrętów na przełomie wieków oraz opóźnienia z budową serii, okręty seryjne w chwili wejścia do służby były już przestarzałe, mniejsze i słabiej uzbrojone od nowych niszczycieli. Formalnie początkowo klasyfikowane były w Rosji jako torpedowce, przed wyodrębnieniem w 1907 roku klasy niszczycieli (dosłownie: torpedowców eskadrowych, ros. eskadriennyj minonosiec), aczkolwiek faktycznie od początku nazywane były niszczycielami.
Zamówienie na budowę okrętu złożono 7?/19 lipca 1897 roku w państwowych Zakładach Iżorskich w Kołpinie, jako jednego z trzech zbudowanych tam niszczycieli przeznaczonych do wysłania w stanie rozmontowanym na Daleki Wschód. Stępkę położono tam w 1899 roku pod nazwą „Diatieł” (Дятел, pol. dzięcioł). Wykonano je jeszcze w 1899 roku, po czym wszystkie trzy okręty w częściach 9?/22 marca 1900 roku dostarczono statkiem do rosyjskiej bazy w Chinach Port Artur, gdzie dopiero organizowano stocznię. Do budowy przystąpiono tam z dużym opóźnieniem, przy czym znaczną część robót trzeba wykonać na nowo. Ponownie położono stępkę pod budowę na miejscu 2?/15 marca 1902 roku, a zwodowany został 27 lutego?/12 marca 1903 roku.  Wcześniej po zmianie nazewnictwa rosyjskich niszczycieli 9?/22 marca 1902 roku przemianowano go na „Rastoropnyj” (Расторопный, pol. roztropny). 10?/23 lipca 1903 roku niszczyciel rozpoczął próby odbiorcze, osiągając podczas nich prędkość około 27 węzłów. 20 listopada?/3 grudnia 1903 okręt został odebrany przez skarb cesarski.

## Dane taktyczno-techniczne
Okręt był czterokominowym niszczycielem z taranowym dziobem. Długość całkowita wykonanego ze stali niklowej kadłuba wynosiła 57,91 metra, szerokość 5,64 metra i zanurzenie 2,29 metra. Wyporność normalna wynosiła 240 ton, a pełna 258 ton. Okręt napędzany był przez dwie maszyny parowe potrójnego rozprężania o mocy 3800 KM, poruszające dwie śruby . Parę dostarczało osiem kotłów typu Yarrow. Prędkość maksymalna wynosiła 27 węzłów. Pełny zapas węgla wynosił 60 ton. Zapewniał on zasięg wynoszący od 450 do 660 Mm przy prędkości 13 węzłów .
Główne uzbrojenie artyleryjskie stanowiło pojedyncze działo kalibru 75 mm Canet o długości 50 kalibrów (L/50), umieszczone na platformie nad sterówką, strzelające pociskami o masie 4,9 kg, z zapasem 160 pocisków przeciwpancernych. Uzbrojenie uzupełniały trzy pojedyncze działa kalibru 47 mm Hotchkiss M1885 L/40 (dwa umieszczone na burtach za pomostem bojowym i jedno na samej rufie). Strzelały pociskami o masie 1,5 kg, a zapas amunicji wynosił 800 sztuk. Okręt wyposażony był w dwie pojedyncze obrotowe wyrzutnie torped kalibru 381 mm, umieszczone w osi podłużnej na pokładzie na rufie, z zapasem sześciu torped. Torpeda Whiteheada typu L wzór 1898 miała długość 5,18 metra i masę 430 kg (w tym głowica bojowa 64 kg), a jej zasięg wynosił 600 metrów przy prędkości 29–30 węzłów i 900 metrów przy 25 węzłach . 
Załoga okrętu liczyła początkowo 52 osoby, w tym czterech oficerów, później stan wzrastał do 55 osób.

## Służba
„Rastoropnyj” został wcielony do służby w Marynarce Wojennej Imperium Rosyjskiego po zakończeniu prób w listopadzie 1903 roku, bazując w Port Artur. Wraz z innymi niszczycielami tego typu należał do Flotylli Syberyjskiej, która po wybuchu wojny rosyjsko-japońskiej weszła w skład I Eskadry Oceanu Spokojnego. Został przydzielony do 2. oddziału niszczycieli, grupującego okręty typu Sokoł. W nocy z 26 na 27 stycznia?/9 lutego 1904 roku niszczyciele „Rastoropnyj” i „Biesstrasznyj” patrolowały podejścia do głównej bazy, jednak zostały ominięte przez niewykryte japońskie niszczyciele, które dokonały skutecznego ataku torpedowego na stojące na redzie Port Artur rosyjskie ciężkie okręty. Następnie niszczyciele, w tym „Rastoropnyj”, poszukiwały bezskutecznie okrętów japońskich, po czym wzięły udział w dziennej bitwie morskiej pod Port Artur, ale nie zostały ostatecznie użyte do ataku torpedowego, mimo takiego zamiaru. W nocy z 29 na 30 stycznia?/12 lutego „Rastoropnyj” wraz z pięcioma innymi niszczycielami i krążownikiem „Bojarin” został wysłany na rekonesans do Zatoki Dalien, zakończony utratą krążownika, który wszedł na minę. W dzień 7?/20 lutego „Rastoropnyj” zderzył się z niszczycielem „Skoryj”, wgniatając mu burtę, lecz nie spowodowało to konieczności remontu okrętów. 10?/23 lutego „Rastoropnyj” wraz z „Raziaszczim” wyszły w rejs rozpoznawczy do Zatoki Gołębiej, powracając rankiem dnia następnego.
Wieczorem 26 lutego?/10 marca okręt uczestniczył w wyjściu głównych sił eskadry portarturskiej z bazy (pięć pancerników, cztery krążowniki, dwa krążowniki torpedowe i siedem niszczycieli), które nie napotkawszy przeciwnika przeprowadziły ćwiczenia taktyczne i powróciły do portu; „Rastoropnyj” powrócił do Port Artur wcześniej, odesłany przez admirała Makarowa z powodu złego stanu technicznego. Ogółem podczas pierwszego miesiąca wojny, do 27 lutego 1904 roku, „Rastoropnyj” 12 razy wychodził bojowo w morze, a nadto 8 razy patrolował w okolicy bazy. 13?/26 marca „Rastoropnyj” wraz z 10 innymi niszczycielami ochraniał główne siły eskadry (pięć pancerników, cztery krążowniki i dwa krążowniki torpedowe), które wyszły na wody na południe od głównej bazy w celu przeprowadzenia ćwiczeń i kontroli żeglugi. Wieczorem 30 marca?/12 kwietnia niszczyciele „Rastoropnyj”, „Biesszumnyj”, „Bojewoj”, „Grozowoj”, „Smiełyj”, „Storożewoj”, „Strasznyj” i „Wynosliwyj” wyszły z misją rozpoznawczą w rejon Wysp Elliota, która zakończyła się oddzieleniem i utratą „Strasznego”, zatopionego przez japońskie niszczyciele. W marcu (starego stylu) okręt wychodził bojowo w morze 9 razy i cztery razy patrolował, w kwietniu trzy razy wychodził w morze, ale 9 razy patrolował. Od 27 kwietnia też kilkakrotnie brał udział w trałowaniu min. 8?/21 maja „Rastoropnyj” doznał niewielkich uszkodzeń łączeń poszycia od wybuchu trałowanej miny (tego dnia także uszkodzony po wejściu na minę został niszczyciel „Biesszumnyj”). Do zadań bojowych powrócił 25 maja, a w tym miesiącu (starego stylu) ogółem 11 razy wychodził w morze i cztery razy patrolował.
1?/14 czerwca czerwca „Rastoropnyj” z 10 niszczycielami i krążownikiem „Nowik” wziął udział w potyczce z 16 japońskimi niszczycielami i torpedowcami, bez strat po obu stronach. Tego dnia okręty ostrzeliwały też cele lądowe. 5?/18 czerwca „Nowik” wraz z kanonierkami „Otważnyj” i „Griemiaszczij” w eskorcie dziewięciu niszczycieli (w tym „Rastoropnego”) udały się do Zatoki Melanhe w celu ostrzału japońskich wojsk lądowych, ścierając się z japońskimi niszczycielami z 1. i 3 dywizjonu i torpedowcami z 10. i 14. dywizjonu. Rankiem 10?/23 czerwca „Rastoropnyj” wraz z pięcioma innymi niszczycielami uczestniczył w trałowaniu toru wodnego z Port Artur, by umożliwić głównym siłom I Eskadry opuszczenie bazy w celu próby przejścia do Władywostoku. Z inicjatywy dowódcy „Rastoropnego”, niszczyciel zaczął być następnie wysyłany na samotne rejsy patrolowe w celu kontroli żeglugi. 3?/16 lipca niszczyciel nieopodal wyspy Iron zatrzymał do kontroli brytyjski statek „Hipsang” o pojemności 1040 BRT, którego załoga ostrzelała rosyjskich marynarzy z rewolwerów; w odwecie „Rastoropnyj” po zdjęciu 85 osób załogi i pasażerów zatopił statek za pomocą torpedy. 10?/23 sierpnia „Rastoropnyj” wszedł w skład zespołu okrętów rosyjskich (pancernik „Siewastopol” i osiem innych niszczycieli), który w Zatoce Tahe dokonał ostrzału japońskich baterii dział kalibru 76 mm i starł się z krążownikami pancernymi „Kasuga” i „Nisshin”. 11?/24 sierpnia 1904 „Rastoropnyj” wraz z „Wynosliwym” wyruszyły na pomoc siostrzanemu niszczycielowi „Raziaszczij”, który został uszkodzony po wejściu na minę. „Wynosliwyj” sam wszedł na minę i zatonął, natomiast „Rastoropnyj” odholował „Raziaszczego” do przystani Port Artur. W nocy z 2 na 3?/16 września niszczyciel podczas rejsu rozpoznawczego do Zatoki Peczilijskiej zatrzymał i zdobył trójmasztowy japoński szkuner „Sumiyochi Maru” z ładunkiem piwa. 28 września?/11 października „Rastoropnyj” wszedł w skład liczącego dziewięć niszczycieli zespołu, który udał się do Zatoki Lunwantan w celu postawienia zagrody minowej (niszczyciele „Sierdityj” i „Strojnyj” postawiły łącznie 20 min, w tym dziewięć atrap).
Nocą 2?/15 listopada 1904 roku „Rastoropnyj” (pod dowództwem kpt. mar. Pawła Plena) został wysłany z oblężonego Port Artur z pocztą, po czym udało mu się przerwać japońską blokadę i nazajutrz dotrzeć do chińskiego portu Czyfu, skąd wysłał depeszę do namiestnika Rosyjskiego Dalekiego Wschodu, adm. Jewgienija Aleksiejewa, informującą o sytuacji w twierdzy. Rosjanie liczyli na możliwość powrotu okrętu, lecz władze chińskie aresztowały niszczyciel, a po uzyskaniu tej informacji admirał Tōgō wysłał pod Czyfu 1. dywizjon niszczycieli. Aby uniknąć losu niszczyciela „Rieszytielnyj” (zdobytego przez Japończyków podczas procedury internowania), okręt został samozatopiony 3?/16 listopada 1904 roku na redzie Czyfu.

### Dowódcy
| Imię i nazwisko             | od               | do               | uwagi        |
| kmdr por. Nikołaj Saks      | 6 grudnia 1903   | 5 lutego 1904    | [ 50 ]       |
| kpt. mar. Władimir Lepko    | 5 lutego 1904    | 28 maja 1904     | [ 51 ]       |
| kpt. mar. Siergiej Chmielew | 29 maja 1904     | 10 czerwca 1904  | p.o. dowódcy |
| kpt. mar. Adrian Niepienin  | 10 czerwca 1904  | 27 czerwca 1904  | [ 53 ]       |
| kpt. mar. Władimir Lepko    | 27 czerwca 1904  | 2 listopada 1904 | [ 51 ]       |
| kpt. mar. Pawieł Plen       | 2 listopada 1904 | 3 listopada 1904 | [ 54 ]       |

Oryginalne nazwy stopni: kapitan 2-go ranga (komandor porucznik), lejtienant (kapitan marynarki)